# Сееман, Тарво
Тарво Сееман (эст. Tarvo Seeman, 17 сентября 1969, Вяндра) — эстонский шахматист, двукратный чемпион Эстонии по шахматам. Международный мастер (1998).

## Биография
Первый значительный успех — 2 место на юношеском чемпионате Эстонии по шахматам в 1986 году. В чемпионатах Эстонии по шахматам завоевал 2 золотые (1998, 2006) и 3 бронзовые медали (2001, 2009, 2014). Шесть раз представлял Эстонию на шахматных олимпиадах (1998, 2004, 2006, 2010, 2014, 2016) и два раза на командных первенствах Европы по шахматам (2003, 2005). Трёхкратный чемпион Эстонии по быстрым шахматам (2000, 2002, 2009).

## Изменения рейтинга
| Графики недоступны из-за технических проблем. См. информацию на Фабрикаторе и на mediawiki.org. |